# Chaetoria stylata
Chaetoria stylata är en tvåvingeart som beskrevs av Becker 1908. Chaetoria stylata ingår i släktet Chaetoria och familjen parasitflugor. Inga underarter finns listade i Catalogue of Life.